# Criwik
Criwik is een bestuurslaag in het regentschap Rembang van de provincie Midden-Java, Indonesië. Criwik telt 527 inwoners (volkstelling 2010).